# Fay-sur-Lignon
Fay-sur-Lignon ist eine französische Gemeinde mit 344 Einwohnern (Stand: 1. Januar 2022) im Département Haute-Loire in der Region Auvergne-Rhône-Alpes (vor 2016 Auvergne); sie gehört zum Arrondissement Le Puy-en-Velay und zum Kanton Mézenc.

## Geografie
Fay-sur-Lignon liegt etwa 30 Kilometer ostsüdöstlich von Le Puy-en-Velay am Lignon. Umgeben wird Fay-sur-Lignon von den Nachbargemeinden Mazet-Saint-Voy im Norden und Nordosten, Les Vastres im Osten, Saint-Clément im Südosten, Chaudeyrolles im Süden, Saint-Front im Westen und Südwesten sowie Champclause im Nordwesten.

## Weblinks

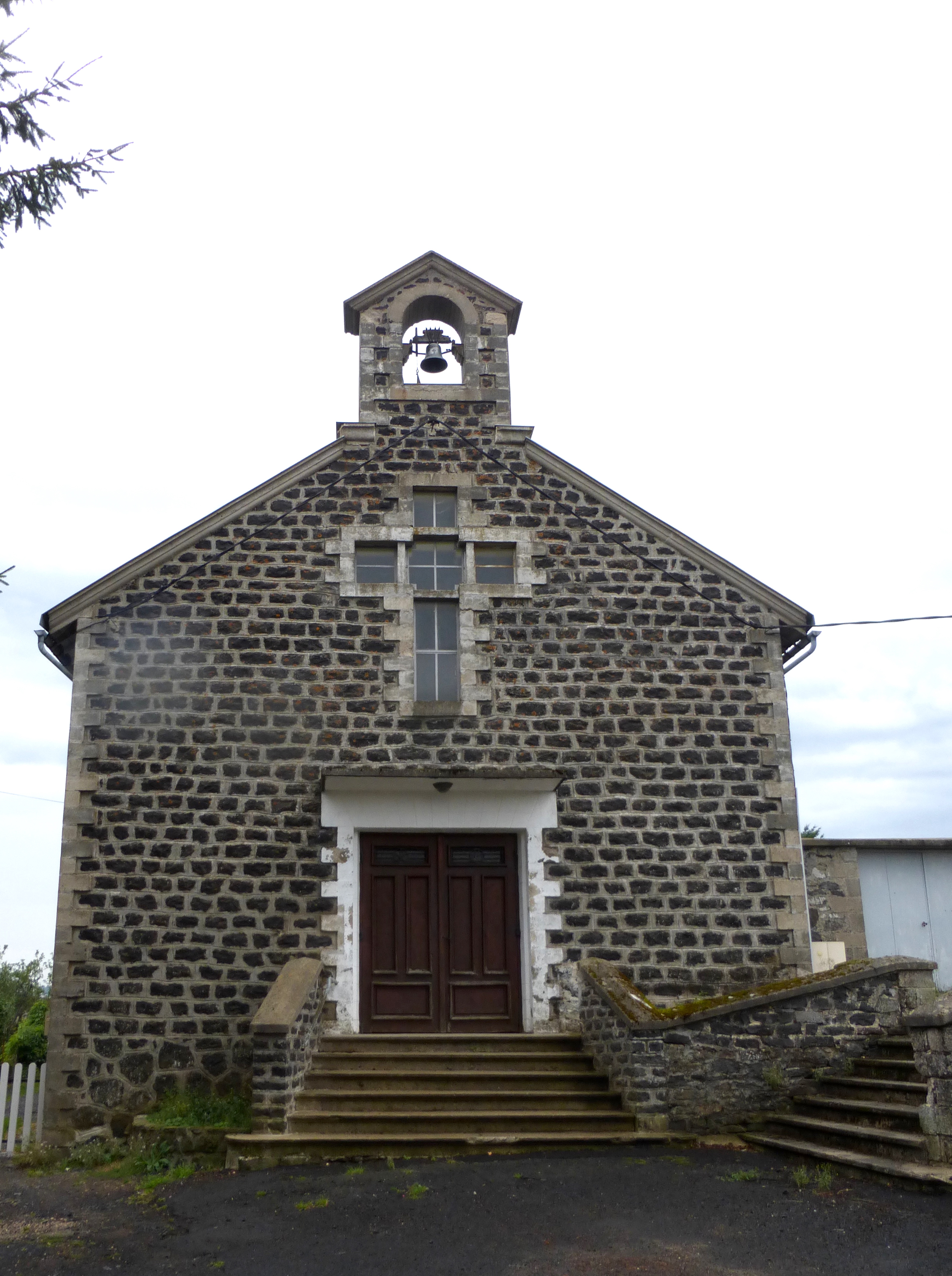
Protestantische Kirche

## Bevölkerungsentwicklung
| Jahr                       | 1962 | 1968 | 1975 | 1982 | 1990 | 1999 | 2006 | 2017 |
| Einwohner                  | 656  | 621  | 527  | 480  | 441  | 399  | 422  | 363  |
| Quellen: Cassini und INSEE |      |      |      |      |      |      |      |      |

## Sehenswürdigkeiten
- Protestantische Kirche